# Oreopanax atopanthus
Oreopanax atopanthus är en araliaväxtart som beskrevs av Hermann Harms. Oreopanax atopanthus ingår i släktet Oreopanax och familjen Araliaceae. Inga underarter finns listade.